# Internationella geofysiska året

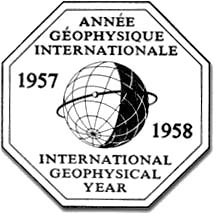
Officiellt emblem med text på franska och engelska.

Internationella geofysiska året var ett internationellt naturvetenskapssamarbete under perioden 1 juli 1957-31 december 1958, då man upplevde att spänningen i världspolitiken minskat sedan Josef Stalins död 1953. Både Sovjet och USA skickade iväg sina första satelliter i samband med detta, och Van Allen-bältena upptäcktes. Dessutom gjordes framsteg i utvecklandet av teorin om plattektonik-teorin om kontinentaldriften.

## Deltagande länder
| - Argentina - Australien - Belgien - Bolivia - Brasilien - Brittiska Östafrika - Bulgarien - Burma - Centralafrikanska federationen - Ceylon - Chile - Colombia - Danmark - Dominikanska republiken - Ecuador - Egypten - Etiopien - Filippinerna - Finland - Frankrike - Ghana - Grekland - Guatemala - Indien - Indonesien - Iran - Irland - Island - Israel - Italien | - Japan - Jugoslavien - Kanada - Kuba - Malajiska federationen - Marocko - Mexiko - Mongoliet - Nederländerna - Nordkorea - Nordvietnam - Norge - Nya Zeeland - Pakistan - Panama - Peru - Polen - Portugal - Rumänien - Schweiz - Sovjetunionen - Spanien - Storbritannien - Sverige - Sydafrika - Sydvietnam - Taiwan - Thailand - Tjeckoslovakien - Tunisien | - Ungern - Uruguay - USA - Venezuela - Västtyskland - Österrike - Östtyskland |  |

### Fotnoter
1. ↑  ESRL Global Monitoring Division Arkiverad 17 maj 2008 hämtat från the Wayback Machine.
2. ↑  Nicolet, M.. ”The International Geophysical Year 1957/58”. World Meteorological Organization. Arkiverad från originalet den 28 juli 2013. https://web.archive.org/web/20130728091015/http://www.wmo.int/pages/mediacentre/documents/Int.GeophysicalYear.pdf. Läst 28 november 2013.